# Parapurcellia monticola
Espèce
Synonymes
- Purcellia monticola Lawrence, 1939

Parapurcellia monticola est une espèce d'opilions cyphophthalmes de la famille des Pettalidae.

## Distribution
Cette espèce est endémique du KwaZulu-Natal en Afrique du Sud. Elle se rencontre dans le Champagne Castle.

## Description
Le mâle syntype mesure 2 mm et la femelle syntype 2,4 mm.

## Systématique et taxinomie
Cette espèce a été décrite sous le protonyme Purcellia monticola par Lawrence en 1939. Elle est placée dans le genre Parapurcellia par Rosas Costa en 1950.

## Publication originale
- Lawrence, 1939 : « A contribution to the Opilionid fauna of Natal and Zululand. » Annals of the Natal Museum, vol. 9, no 2, p. 225–243.